# TuRa Bremen
TuRa Bremen ist ein Sportverein (Mehrspartenverein) aus dem Bremer Stadtteil Gröpelingen und gehört mit rund 3000 Mitgliedern zu den größten Vereinen Bremens. Neben Ballsport (Fußball, Tischtennis und Volleyball), Turnsport (Kinderturnen, Tanzprojekte und Seniorensport), Racketsport (Badminton) und Wassersport (Kanu), verfügt der Verein über mehrere Kampfsportabteilungen (Taekwondo, Judo, Karate und Boxen). TuRa Bremen hat sich ebenfalls schon früh dem Gesundheitssport geöffnet und betreibt eine eigene Gesundheitswerkstatt und ein Fitnessstudio mit zertifizierten Trainer-Stab. Ein über die Landesgrenzen bekanntes Spielleuteorchester rundet das Profil des Vereins ab.

## Geschichte
1894 gründeten einige Tischler und Korbmacher den Gröpelinger Turnverein, der sich dem Arbeiter-Turn- und Sportbund anschloss. 1919 wurde der Vereinsname in VSK Gröpelingen geändert. Erst 1931 erhielt der Verein eine Fußballabteilung. Zwei Jahre später fusionierte VSK mit der Gröpelinger Sportvereinigung, die 1929 von unzufriedenen Mitgliedern des Bremer SV gegründet wurde und 1933 Mitglieder der aufgelösten Vereine AGSV Bremen und SV Freiheit Bremen aufnahm. 1937 kam es zur Fusion mit dem Gröpelinger TSV zu TuRa Gröpelingen.
Unter diesem Namen stiegen die Fußballer 1940 in die Gauliga Niedersachsen auf und sofort wieder ab. Nach der Rückkehr in die Erstklassigkeit wurde 1944 der dritte Platz erreicht. Die Feldhandball-Männer spielten ab 1933 in der erstklassigen Handball-Gauliga Niedersachsen und gewannen diese 1940, 1941 und 1942.
Nach Kriegsende nahm der Verein den heutigen Namen an und gehörte 1947 zu den Gründungsmitgliedern der Landesliga Bremen. Dort hielt sich die Mannschaft für drei Jahre und kehrte nach dem zwischenzeitlichen Abstieg 1952 zurück. Als Vizemeister qualifizierte sich TuRa für die Deutsche Amateurmeisterschaft, wo man in der Vorrundengruppe am VfB 03 Bielefeld scheiterte. Höhepunkt der Runde war das Spiel bei Hertha Zehlendorf vor 40.000 Zuschauern im Berliner Olympiastadion.
TuRa blieb für einige Jahre eine Bremer Spitzenmannschaft, ehe 1958 der erneute Abstieg folgte. Zwischen 1960 und 1965 erreichte die Mannschaft noch einmal die Bremer Landesliga und stürzte 1970 erstmals in die Bezirksliga ab. Zwei Aufstiege in Folge brachten TuRa 1981 noch einmal in die nunmehr Verbandsliga genannte höchste Bremer Spielklasse. Dort wurde die Mannschaft 1982 und 1984 Dritter. Den Abstiegen in den Jahren 1997 und 2004 folgte jeweils der sofortige Wiederaufstieg. Seit dem letzten Abstieg im Jahre 2008 spielt TuRa in der Landesliga Bremen.

## Persönlichkeiten
- Bert Trautmann
- Wolf Werner